# Fitzroy Somerset, 1. baron Raglan
(Lord) Fitzroy James Henry Somerset, 1. baron Raglan (Fitzroy James Henry Somerset, 1st Baron Raglan of Raglan) (30. září 1788, Badminton House, Anglie – 28. června 1855, Sevastopol, Ruské impérium) byl britský polní maršál. Od mládí sloužil v armádě a vynikl v napoleonských válkách, v bitvě u Waterloo přišel o ruku. Uplatnil se také v diplomacii a dlouhodobě působil ve vojenské administraci, patřil k blízkým spolupracovníkům maršála Wellingtona, s nímž byl spřízněn (měl za manželku jeho neteř). Postupoval v armádní hierarchii a v roce 1854 dosáhl hodnosti polního maršála. V letech 1854–1855 byl britským vrchním velitelem v krymské válce. Jako syn vévody užíval od narození titul lorda, v roce 1852 byl jako baron Raglan povolán do Sněmovny lordů. Zemřel na Krymu na úplavici.

## Kariéra

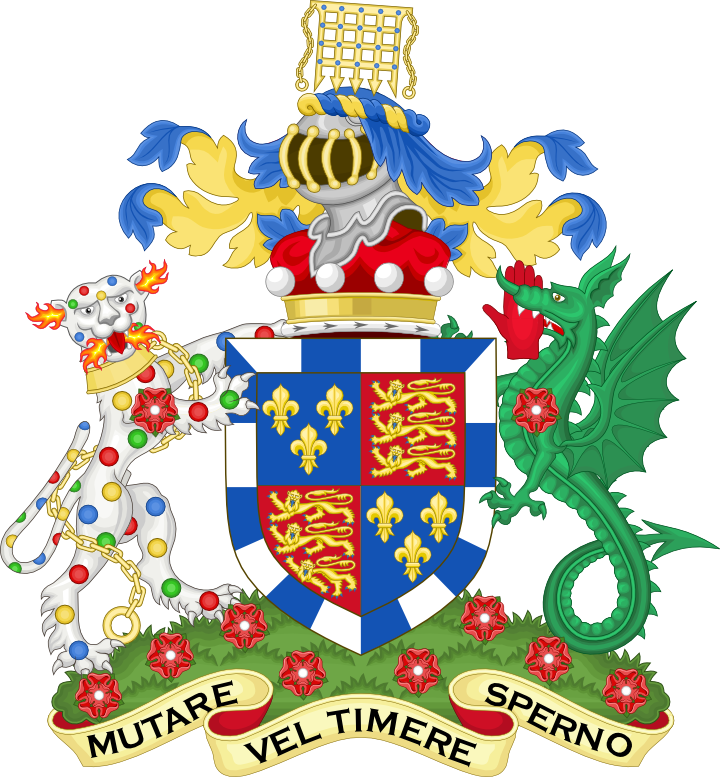
Erb barona Raglana

Pocházel z významné šlechtické rodiny Somersetů, byl devátým a nejmladším synem 5. vévody z Beaufortu, po matce Elizabeth byl vnukem admirála Edwarda Boscawena. Narodil se na hlavním rodinném sídle Badminton House (Gloucestershire), mezi ním a nejstarším bratrem, 6. vévodou z Beaufortu, byl věkový rozdíl 22 let, další bratři zasedali v Dolní sněmovně a dva znich dosáhli v armádě hodnosti generála (lord Charles Somerset a lord Robert Somerset). Studoval ve Westminster School a od mládí sloužil v armádě, již v šestnácti letech byl poručíkem. V roce 1807 doprovázel Arthura Pageta na diplomatické misi do Istanbulu, po návratu do Evropy bojoval na Pyrenejském poloostrově, byl pobočníkem maršála Wellingtona a v letech 1811–1814 jeho vojenským tajemníkem. Ve Španělsku se zúčastnil řady bitev, vynikl při útoku na Badajoz a byl zraněn. V letech 1814–1818 byl vyslaneckým tajemníkem v Paříži, kde souběžně působil u britské okupační armády. V závěru napoleonských válek dosáhl hodnosti plukovníka a v letech 1815–1822 byl pobočníkem Jiřího IV.

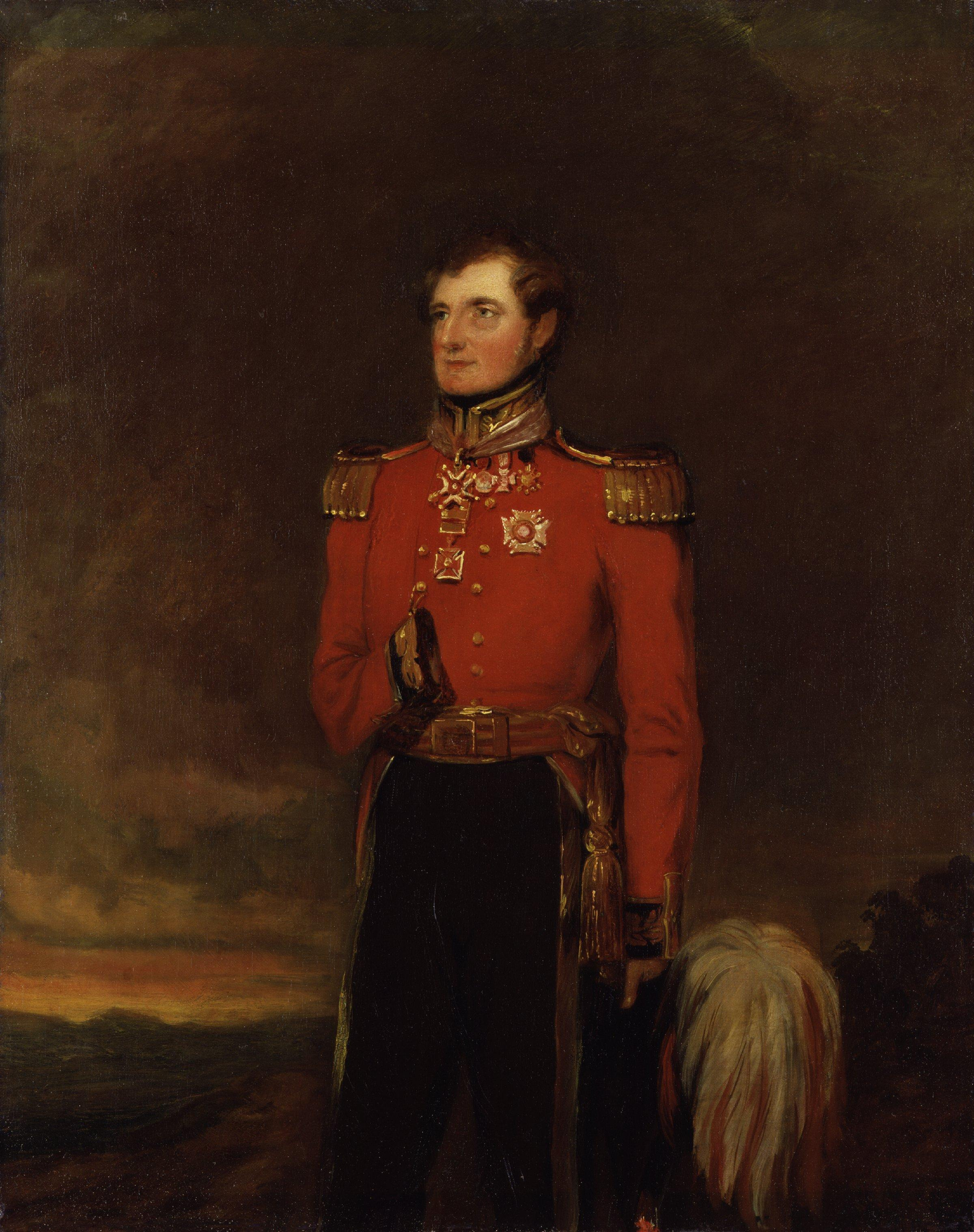
Generálporučík lord Fitzroy Somerset (1840)

Po napoleonských válkách žil převážně civilním životem, ale nadále působil ve vojenské administraci a postupoval v hodnostech. V letech 1818–1820 a 1826–1829 byl poslancem Dolní sněmovny, kde patřil k toryům, v letech 1818–1827 tajemníkem v úřadu generálního polního zbrojmistra a v roce 1825 dosáhl hodnosti generálmajora. Řadu let pak zastával funkci vojenského tajemníka na ministerstvu války (1827–1852), mezitím se stal generálporučíkem (1838). V roce 1852 získal titul barona Raglana a stal se členem Sněmovny lordů. Téhož roku byl jmenován členem Tajné rady a v letech 1852–1855 byl členem vlády jako generální polní zbrojmistr.

## Krymská válka

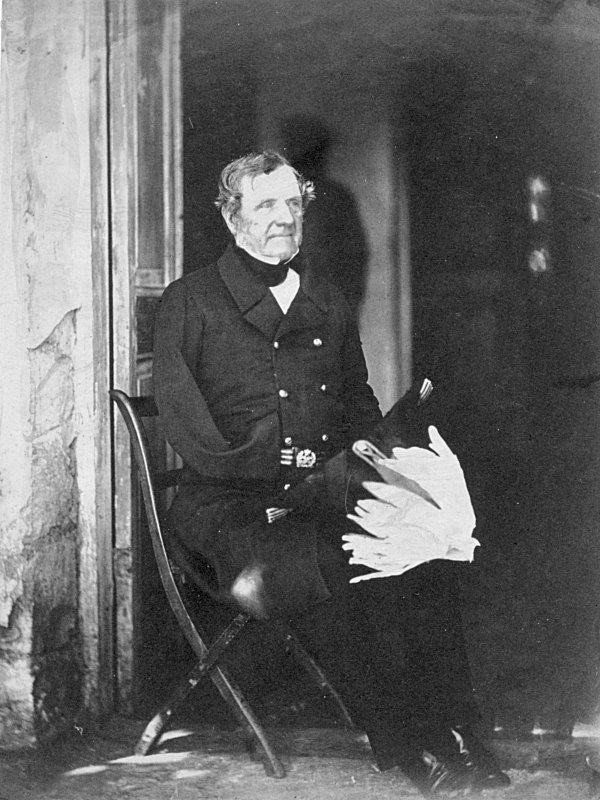
Maršál Raglan jako vrchní velitel v krymské válce (1855)

V roce 1854 byl povýšen do hodnosti generála a byl jmenován vrchním velitelem britské armády v krymské válce. V dubnu 1854 jako britský vrchní velitel představen v Paříži císaři Napoleonovi III. a poté se v čele dvacetitisícového sboru přesunul do Istanbulu. Jeho jmenování bylo vnímáno jako personální pochybení, protože v napoleonských válkách jako nižší důstojník velel jen menším jednotkám a od bitvy u Waterloo se žádné další války nezúčastnil. Raglan sám si uvědomoval, že přijal úkol, který byl nad jeho síly, jeho působení na Krymu navíc provázely kompetenční spory s francouzskými veliteli. Jako vrchní velitel svedl v roce 1854 vítězné bitvy na Almě a u Inkermanu. V listopadu 1854 byl povýšen na polního maršála. Souběžně probíhalo dlouhé a vyčerpávající obléhání Sevastopolu, první útok na pevnost 18. června 1855 skončil porážkou spojenců a úspěchem Rusů. Maršál Raglan krátce nato onemocněl úplavicí a zemřel 28. června 1855. Jeho tělo bylo převezeno do Anglie a pohřbeno v rodném Badmintonu.
Za účast v napoleonských válkách obdržel v roce 1815 Řád lázně, získal také několik zahraničních vyznamenání (rakouský Řád Marie Terezie, ruský Řád sv. Jiří a bavorský Vojenský řád Maxe Josefa). V roce 1847 dostal velkokříž Řádu lázně a za krymské války získal turecký Řád Medjidie.

## Rodina
V roce 1814 se oženil s Emily Harriet Wellesley-Pole (1792–1881), dcerou 3. hraběte z Morningtonu a neteří maršála Wellingtona. Měli spolu pět dětí, nejstarší syn Arthur Somerset (1816–1845) sloužil v armádě a padl v hodnosti majora v Indii, nejmladší syn Frederick Somerset (1821–1824) zemřel v dětství. Dědicem baronského titulu byl prostřední syn Richard Somerset, 2. baron Raglan (1817–1884), který v mládí působil jako úředník v Indii a později zastával funkce u dvora. Z následujících generací potomstva vynikl učenec Fitzroy Somereset, 4. baron Raglan (1885–1964)
Prostřednictvím své manželky byl Raglan švagrem diplomata a kanadského generálního guvernéra Sira Charlese Bagota (1781–1843) a diplomata a generála 11. hraběte z Westmorlandu.